# Landshut Hauptbahnhof
Landshut Hauptbahnhof, Landshut(Bay)Hbf  – główny dworzec kolejowy w Landshut, w kraju związkowym Bawaria, w Niemczech. Znajdują się tu 4 perony.